# プレイズ・ライヴ
『プレイズ・ライヴ』（Plays Live）は、イングランドのロック・ミュージシャンであるピーター・ガブリエルによってリリースされた初のライブ・アルバムで、通算5作目となるアルバム。『Peter Gabriel』というタイトルが付けられなかった最初のソロ・アルバムであった。このアルバムはもともと1983年に16曲からなる2枚組アルバムと長尺のカセットとしてリリースされた。1985年には『プレイズ・ライヴ (ハイライト)』と呼ばれる1枚にまとめたCDバージョンとして再発されている。収録は12曲のみで、アルバムが1枚のCDに収まるようフル・バージョンから編集されたものとなっていた。最終的には1987年に、2枚組CDセットの完全版として再発された。2002年に、ハイライト・バージョンがリマスター再発となった。2019年になり、アルバムの完全な2枚組LPバージョンが音楽ストリーミング・プラットフォームで初めてリリースされた。
『プレイズ・ライヴ』コンサートは次の場所で録音された。
- 1982年12月3日 イリノイ州立大学、ブレイデン・オーディトリアム（イリノイ州ノーマル）
- 1982年12月4日 メモリアル・ホール（カンザス州カンザスシティ）
- 1982年12月6日 北イリノイ大学、チック・エヴァンス・フィールド・ハウス（イリノイ州デカルブ）
- 1982年12月7日 南イリノイ大学、SIUアリーナ（イリノイ州カーボンデール）

「プロデューサーたち」によるライナーノーツでは、以下のように認めている。「このアルバムはアメリカ合衆国中西部における4回のコンサートから編集されたものだが、アーティストの家から1000マイルも離れていない場所で追加録音が行われている。このプロセスは総称すると『不正行為』である。しかし、『人間の不完全さ』を含め、ギグの本質を損なわないように注意を払いながら行われたものである」。
アルバムの以前に未リリースだった楽曲「I Go Swimming」はエアプレイを受け、1983年にアメリカのメインストリーム・ロック・チャートに登場した。この曲は初めガブリエルのサード・アルバム用に録音されていたもので、1980年のツアーで演奏された。
「I Don't Remember」は、ミュージックビデオ付きのシングルとしてイギリスで発表された。

## 収録曲
全作詞・作曲 : ピーター・ガブリエル

### オリジナル・バージョン
ディスク1
サイド1
1. 「ザ・リズム・オブ・ザ・ヒート」 - "The Rhythm of the Heat" – 6:26
2. 「アイ・ハヴ・ザ・タッチ」 - "I Have the Touch" – 5:18
3. 「ノット・ワン・オブ・アス」 - "Not One of Us" – 5:29
4. 「ファミリー・スナップショット」 - "Family Snapshot" – 4:44

サイド2
1. 「D.I.Y.」 - "D.I.Y." – 4:20
2. 「ザ・ファミリー・アンド・ザ・フィッシング・ネット」 - "The Family and the Fishing Net" – 7:22
3. 「イントゥルーダー」 - "Intruder" – 5:03
4. 「アイ・ゴー・スイミング」 - "I Go Swimming" – 4:44

ディスク2
サイド3
1. 「サン・ジャシント」 - "San Jacinto" – 8:27
2. 「ソルスベリー・ヒル」 - "Solsbury Hill" – 4:42
3. 「ノー・セルフ・コントロール」 - "No Self Control" – 5:03
4. 「アイ・ドント・リメンバー」 - "I Don't Remember" – 4:19

サイド4
1. 「ショック・ザ・モンキー」 - "Shock the Monkey" – 7:10
2. 「ハムドラム」 - "Humdrum" – 4:23
3. 「オン・ジ・エア」 - "On the Air" – 5:22
4. 「ビコ」 - "Biko" – 7:01

### ハイライト・バージョン
1. 「アイ・ハヴ・ザ・タッチ」 - "I Have the Touch" – 4:47
2. 「ファミリー・スナップショット」 - "Family Snapshot" – 4:47
3. 「D.I.Y.」 - "D.I.Y." – 4:05
4. 「ザ・ファミリー・アンド・ザ・フィッシング・ネット」 - "The Family and the Fishing Net" – 7:38
5. 「アイ・ゴー・スイミング」 - "I Go Swimming" – 4:54
6. 「サン・ジャシント」 - "San Jacinto" – 8:19
7. 「ソルスベリー・ヒル」 - "Solsbury Hill" – 4:41
8. 「ノー・セルフ・コントロール」 - "No Self Control" – 5:04
9. 「アイ・ドント・リメンバー」 - "I Don't Remember" – 4:12
10. 「ショック・ザ・モンキー」 - "Shock the Monkey" – 7:10
11. 「ハムドラム」 - "Humdrum" – 4:21
12. 「ビコ」 - "Biko" – 6:52

## パーソネル
- ピーター・ガブリエル - リード・ボーカル、ピアノ、シンセサイザー
- ジェリー・マロッタ - ドラム、パーカッション、バック・ボーカル
- トニー・レヴィン - ベース、チャップマン・スティック、バック・ボーカル
- デヴィッド・ローズ - ギター、バック・ボーカル
- ラリー・ファスト - シンセサイザー、ピアノ、キーボード

## チャート
| チャート（1983年）               | 最高順位 |
| -------------------------------- | -------- |
| アメリカ（Billboard 200）        | 44       |
| イギリス（全英アルバムチャート） | 8        |